# Гута (оазис)

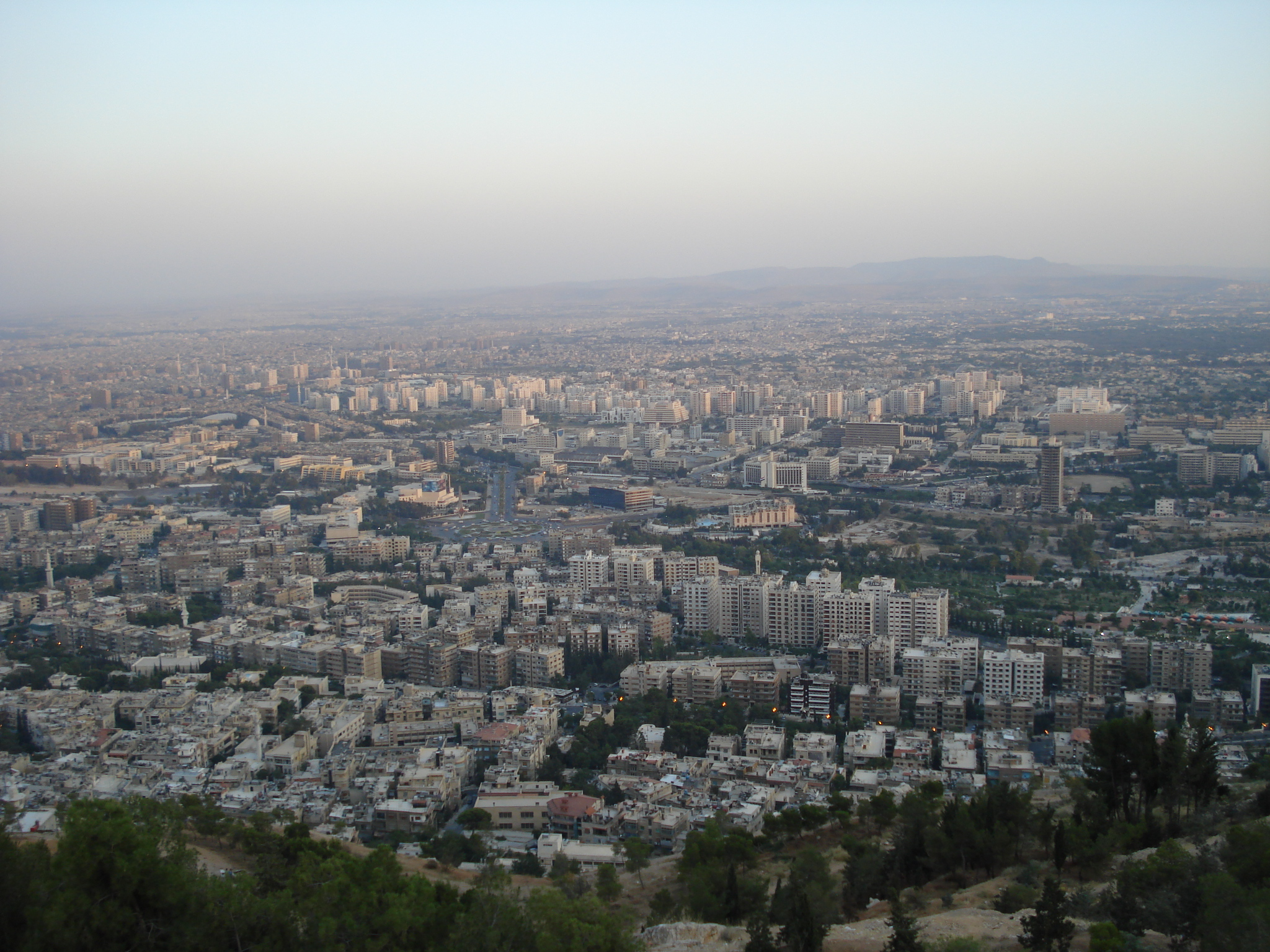
Вид с Джебель-Касиюн

Гу́та (араб. الغوطة) — оазис в Сирии, в центре которого расположен город Дамаск, столица Сирии. Территория оазиса протянулась от Дамаска в западном, южном и восточном направлении. На севере оазис ограничивается горой Джебель-Касиюн. Представляет собой зелёный сельскохозяйственный пояс, в мирное время использовавшийся как место отдыха жителей города.
До начала гражданской войны в Сирии здесь проживало около 2 млн человек.

## География

### Гидрология
Вода на территорию оазиса поступает в основном из рек Барада и Эль-Аавадж через ирригационные сооружения, существующие со времён набатейцев и римлян.

### Растительность
На территории оазиса произрастают сливовые и ореховые деревья, тополя, выращиваются хлопок, кукуруза, люцерна, ячмень и пшеница.

### Экология
Оазис испытывает различные экологические проблемы. Сокращение осадков привело к засухам, снижению уровня грунтовых вод в некоторых частях оазиса и дефициту воды. Значительно ухудшают экологическую ситуацию промышленные отходы и сточные воды соседнего Дамаска.

## История
Оазис в районе нынешней сирийской столицы сформировался благодаря протекающей в этом районе реке Барада.
С древних времён орошение земель по обоим берегам Барады осуществлялось при помощи каналов, что позволило расширить территорию оазиса в южном и восточном направлении. Отделяя Дамаск от сухих степей, граничащих с Сирийской пустыней, Гута на протяжении многих веков обеспечивала жителей столицы различными зерновыми, овощами и фруктами.
С течением времени площадь орошаемых сельскохозяйственных земель в районе Дамаска достигла 370 кв. км. В 1980-е годы расширение жилищного и промышленного строительства в Дамаске привело к сокращению сельскохозяйственных площадей и зелёной зоны.

## Достопримечательности
На территории оазиса расположены 15 древних монастырей, курганы и археологические памятники.